# John Ball (Geologe)
John Ball (* 15. Februar 1872 in Derby; † 11. Juli 1941 in Port Said) war ein britischer Geologe, Geograph und Bergbau-Ingenieur.
Ball wurde als Sohn von Ebenezer Ball und Louisa Ball geboren. Seine Lehre absolvierte er in der Phoenix Foundry Co. und war an der Konstruktion der Battersea Bridge und der Liverpool-Overhead-Hochbahn beteiligt. Später studierte er an verschiedenen Universitäten wie der Royal School of Miners, an der Bergakademie Freiberg und an der Universität Zürich. Ab 1909 war er Mitglied des Institut d’Égypte in Kairo.
Zuerst war er als Bergbauingenieur auf der Isle of Man, in Deutschland und in Spanien tätig. 1897 schloss er sich dem Geological Survey of Egypt an. Hier war er im ägyptischen Teil der Libyschen Wüste, in Nubien bzw. Assuan und auf dem Sinai tätig. 1919 wurde er zum Direktor des Desert Surveys berufen, vier Jahre später legte er die erste umfassende Karte Ägyptens im Maßstab 1:500.000 vor.
Für seine Arbeit erhielt er zahlreiche Auszeichnungen.

## Publikationen
- Kharga Oasis. Its Topography and Geology. – Kairo, 1900. – (Egyptian Geological Survey Report; 1899,2).
- Ball, John; Beadnell, Hugh John Llewellyn: Baharia Oasis: Its topography and geology. – Kairo: National Print. Dept., 1903.
- A description of the First or Aswan cataract of the Nile, Cairo : National Printing Department, 1907.
- The geography and geology of South-Eastern Egypt, Cairo, 1912.
- The geography and geology of West-Central Sinai, Cairo : Government Pr., 1916.
- Ball, John. Contributions to the geography of Egypt, Cairo : Government, 1939.
- Survey of Egypt : Egypt in the classical geographers, Cairo : Government Pr., 1942.